# Palacio de los condes de Oliva de Plasencia
El palacio de los condes de Oliva de Plasencia es un palacio del siglo XVII ubicado en la villa española de Oliva de Plasencia, en la provincia de Cáceres.
En el Antiguo Régimen, este edificio era la residencia de los condes de Oliva de Plasencia, señores de la villa. Se ubica en el centro-norte del casco urbano, donde el edificio y sus jardines destacan por su gran tamaño. En el siglo XIX quedó abandonado y actualmente se halla dividido en varias parcelas. Está considerado uno de los dos principales monumentos del casco urbano de la villa, junto con la vecina iglesia de San Blas.

## Historia y descripción
Aunque Oliva de Plasencia ya era un señorío en el siglo anterior, en 1612 el rey Felipe III creó el Condado de la Oliva de Plasencia para Rodrigo Calderón, marido de la señora de Oliva y uno de los principales políticos de la época. El actual edificio se desarrolló en el siglo XVII, época en la cual la familia noble local tenía gran importancia. Aunque los primeros condes usaron el edificio como su vivienda, con el tiempo la familia lo abandonó, mencionándose como un edificio en estado ruinoso tanto en el diccionario de Miñano de 1826 como en el diccionario de Madoz de 1849.
Es un edificio residencial de estilo barroco de dos plantas, con fachada a tres calles y amplios patios. Construido mediante muros de carga, con estructura de ladrillo, cubierta de teja y revestimientos enfoscados y pintados. Se accede desde el exterior al jardín a través de una portada de sillares almohadillados, decorada en la parte superior con dos pirámides en los laterales y una piña en el centro.
El edificio tiene planta rectangular. Su planta baja incluye un pórtico sobre columnas. Los muros presentan esgrafiado geométrico, excepto la primera planta, que deja ver los ladrillos. La mayoría de los vanos de la planta superior, rectangulares y a veces acompañados con pilastras, están total o parcialmente tapiados. Una cornisa de ladrillo recorre todo el frente.
De entre los múltiples restos arqueológicos romanos que se ubican repartidos por este municipio, por hallarse junto a la ciudad romana de Cáparra y junto a la Vía de la Plata, el jardín de este palacio alberga un cipo funerario de procedencia exacta desconocida, fragmentado de granito, muy basto y grabado de forma tosca. En la parte superior tiene un moflón indeterminado, a modo de cornisa, también muy basto: «M(anibus)/Darte/a Arr(ia)». En 1784, Antonio Ponz ya mencionó que el jardín del palacio albergaba una piedra con la inscripción «Salvti, Vicinia, Capere, Nsis» (que todavía se conserva en el jardín) y la fachada un miliario con la inscripción «Imp. Caesar, Divi Traiani. Parthici. F. Divi. Ner Vae. Nepos. Traia, Nvs. Hadrianvs Avg. Pontif. Max, Trib. Pot: V. Cos III Restitvit CXII». Este miliario, el CXII de la Vía de la Plata, fue trasladado al abrevadero del pozo Lirón y actualmente se ubica en una esquina de la pared del vecino colegio.
El Plan General Municipal de Oliva de Plasencia protege el edificio como monumento de relevancia local, con un nivel de protección urbanística integral. Está considerado uno de los dos principales monumentos del casco urbano de la villa, junto con la vecina iglesia de San Blas. Actualmente, el edificio es de propiedad privada y sigue teniendo uso residencial, pero se encuentra en mal estado de conservación y está dividido en varias parcelas catastrales.